# Police Squad
Police Squad (stylisé Police Squad!) est une série télévisée américaine en 6 épisodes de 24 minutes, créée par David Zucker, Jerry Zucker et Jim Abrahams et diffusée entre le 4 mars et le 8 juillet 1982 sur le réseau ABC. La série donne naissance à la trilogie Y a-t-il un flic....
En France, seuls deux épisodes de la série sont diffusés lors de La Nuit la plus nuls, le 18 mars 1989 sur Canal+, mais l'intégrale est disponible en DVD. La version française de la série est écrite par Les Nuls.

## Synopsis
Frank Drebin est un fin limier de la police de Los Angeles… enfin presque ! S'il fait bien partie de la police de Los Angeles, le lieutenant Drebin est plutôt spécialisé dans les gaffes, quiproquos, interrogatoires surréalistes et catastrophes en chaîne. C'est à se demander comment il réussit à résoudre les enquêtes.

## Distribution
- Leslie Nielsen (VF : Olivier Cuvellier) : Lieutenant Frank Drebin
- Alan North (VF : Jean-Paul Landresse) : Capitaine Ed Hocken
- Rex Hamilton : Abraham Lincoln (n'apparaît que durant le générique et le montre dans une fusillade qui revisite son assassinat)
- Ed Williams : Ted Olson
- Peter Lupus : Norberg

Seul Leslie Nielsen et Ed Williams reprendront leurs rôles respectifs dans la série de films Y a-t-il un flic…

## Épisodes
Un des gags de la série consiste à donner deux titres aux épisodes. Le premier titre apparaît à l'écran, le second est lu par une voix-off.
1. La Promesse brisée (A Substantial Gift - The Broken Promise) : Frank enquête sur un meurtre dans une banque où Sally Decker, une employée, a maquillé un vol en tirant sur un client Ralph Twice, puis son collègue Jim Johnson. Grâce à son informateur cireur de chaussures, Drebin apprend que le supposé braqueur n'en est pas un.
2. Une mission dangereuse (Ring of Fear - A Dangerous Assignment) : A la suite de la mort d'un boxeur, pour infiltrer un gang criminel, Frank devient le manager de l'un d'eux, Buddy Briggs. Lors d'un combat, sa petite amie Mary est kidnappée, Frank doit la retrouver avant que Buddy ne déclare forfait.
3. Bien mal acquis (The Butler Did It - A Bird in the Hand) : La fille d'un magnat du textile est kidnappée et Frank doit la retrouver avant qu'il ne soit trop tard pour payer la rançon.
4. L'Alibi coupable (Revenge and Remorse - The Guilty Alibi) : Un juge est victime d'une explosion au début d'une audience. L'enquête de Frank le mène bientôt à un homme qu'il a déjà condamné.
5. Terreur dans le quartier (Rendez-vous at Big Gulch - Terror in the Neighborhood) : Une femme dénonce un chantage de voyous, la police reçoit encore plus de signalements similaires de la part d'autres commerçants. Pour mieux comprendre la situation, Frank et Norberg ouvrent un magasin dans le quartier le plus en difficulté.
6. Les cadavres ne rient pas (Testimony of Evil - Deadmen don't Laugh) : Un dealer de drogue est retrouvé mort après un accident de voiture, Frank et son équipe remontent la piste jusqu'à la boîte de nuit « Mr V's ».

## Production
Police Squad est créé par David Zucker, Jim Abrahams et Jerry Zucker (ZAZ), qui avaient déjà travaillé sur les films Hamburger film sandwich (1977) et Y a-t-il un pilote dans l'avion ? (1980). ZAZ souhaitait réaliser un autre film parodique similaire à Y a-t-il un pilote dans l'avion ? en s'inspirant de la série télévisée M Squad. En l'absence d'une intrigue globale, le président de Paramount Pictures, Michael Eisner, leur garantit une série télévisée de six épisodes, bien que ZAZ veuille en faire un film.
La série est diffusée en mars 1982 aux États-Unis en remplacement de la mi-saison, mais est retirée de la grille après quatre épisodes. Les deux épisodes restants sont insérés dans la grille d'été à la place des rediffusions estivales habituelles. Malgré les critiques, la série est annulée par la chaîne ABC après seulement six épisodes. La série acquert une forte popularité grâce à des rediffusions sur les chaînes câblées.
Alan North joue le rôle du capitaine Ed Hocken et Peter Lupus joue le rôle de l'officier Norberg. Dans les films, ces rôles sont joués respectivement par George Kennedy et O. J. Simpson, Norberg étant rebaptisé Nordberg. Les seuls acteurs qui reprennent leur rôle dans les films sont Leslie Nielsen, Ed Williams dans le rôle du scientifique Ted Olson, et Ronald « Tiny Ron » Taylor dans le rôle du très grand Al. Joyce Brothers joue son propre rôle dans le quatrième épisode et dans Y a-t-il un flic pour sauver la reine ? Robert Goulet, l'un des « invités spéciaux » tuées pendant la séquence titre, joue l'antagoniste Quentin Hapsburg dans Y a-t-il un flic pour sauver le président ?.

## Gags récurrents
Police Squad comportent des gags récurrents se retrouvant dans presque tous les épisodes. Dans chaque épisode, Drebin va voir un cireur de chaussure pour lui soutirer des informations voire des preuves pour ses enquêtes, moyennant un billet à chaque question. Un deuxième client prend toujours la suite de Drebin et reçoit également du cireur des conseils extrêmement techniques et clairvoyants en lien avec sa profession (prêtre, chirurgien, pompier…). 
Dans chaque épisode, Drebin percute en voiture des poubelles, dont le nombre qu'il renverse correspond au numéro de l'épisode.
Lorsque Debrin et Hocken prennent l'ascenseur du commissariat, un personnage monte avec eux et sort à un étage s'ouvrant vers un lieu insolite : piscine, scène d'opéra, champ de bataille…
Le grade de Drebin est très peu clair tout au long de la série. Il est « Sergeant Frank Drebin, Detective Lieutenant Police Squad » au début de presque chaque épisode, puis devient Captain ou Sergeant selon les personnes qu'il rencontre.
Lorsque Drebin rend visite à Ted Olson, le scientifique de la brigade, celui-ci est en train d'expliquer une expérience dangereuse ou bizarre à un enfant. Il s'agit de la parodie de l'émission de vulgarisation scientifique américaine Watch Mr. Wizard.
L'acte 2 de l'épisode possède souvent un sous-titre sans lien avec l'épisode comme Acte II : Yankee One, Acte II : Richard III ou Acte II : Et tu, Brute ?.
Dans chaque épisode, Drebin tend un paquet de cigarettes à quelqu'un en lui proposant « Cigarette ? », et la personne lui répond « Oui, je sais » ou « Effectivement ».
À la fin de chaque épisode, le chef de Drebin rappelle la liste de tous les criminels arrêtés lors de la série.
Chaque épisode se termine par une simulation d'arrêt sur image sur lequel défile le générique, sauf que ce sont les deux policiers Drebin et Hocken qui ne bougent plus, le reste de la scène est toujours animée : le prisonnier prend la fuite, le café déborde, l'immeuble s'effondre…

### Générique
La voix-off annonce « Police Squad!, in color » alors que cela fait une quinzaine d'années que la télévision est diffusée en couleur. En plus de sa musique maintenant très connue, composée par Ira Newborn et du gyrophare qui traverse la ville, un autre détail a son importance. Chaque générique montre une guest-star qui se fait tuer :
1. Lorne Greene (poignardé et jeté depuis une voiture)
2. Georg Stanford Brown (écrasé par un coffre-fort)
3. Robert Goulet (mitraillé)
4. William Shatner (évite des balles mais boit un verre de vin empoisonné)
5. Florence Henderson (abattue alors qu'elle chante dans une cuisine). Elle apparaît en remplacement de John Belushi, qui devait apparaître les pieds pris dans du béton, avant d'être balancé à l'eau. John Belushi étant décédé avant la diffusion de l'épisode, les producteurs préférèrent éviter les associations morbides et tournèrent une nouvelle scène.
6. William Conrad (poignardé et jeté depuis une voiture)

## Postérité
La série est annulée mais donne ensuite naissance à la trilogie Y a-t-il un flic… dont le lieutenant Frank Drebin est toujours le héros et réalisée par le trio ZAZ.